# Fiat Ducato

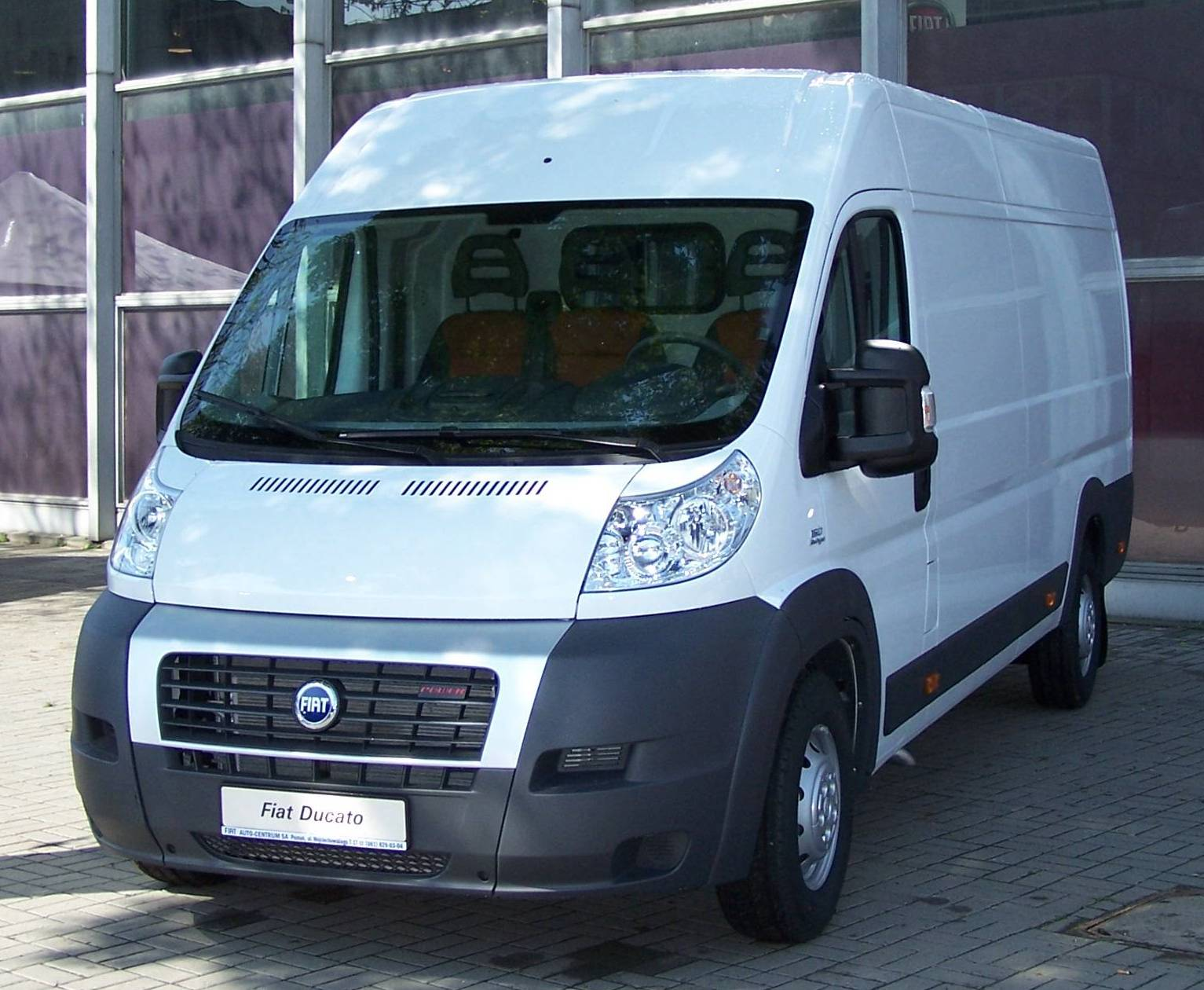
Fiat Ducato från 2007.

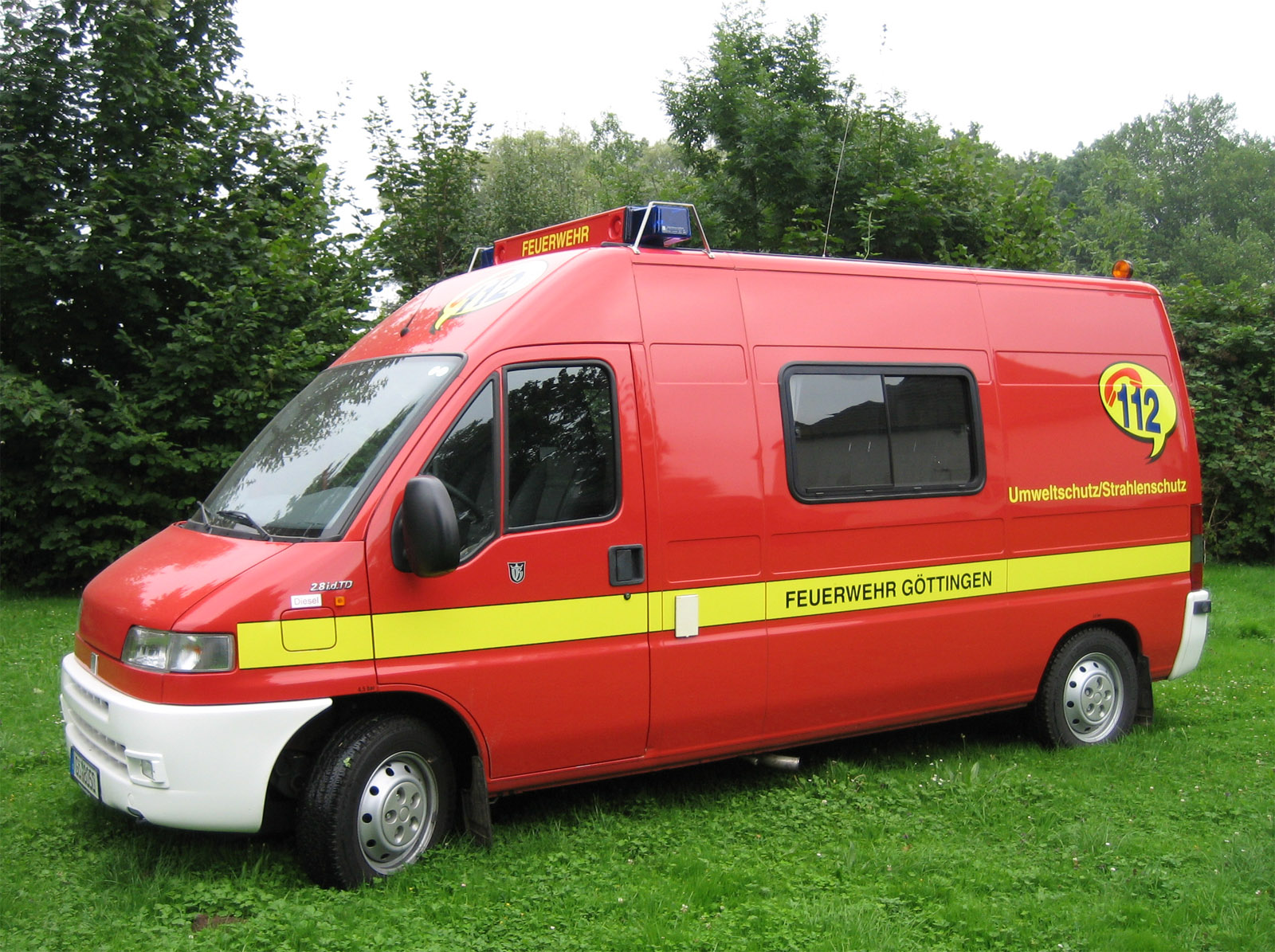
Fiat Ducato.

Fiat Ducato är ett nyttofordon som i sin första generation debuterade 1981. Modellen tillkom genom ett samarbete med PSA-gruppen (Peugeot, Citroën och till en början Talbot). Denna modell tillverkades fram till 1994, då en ny generation med samma namn tog vid. De tekniskt identiska modellerna från Peugeot och Citroën var Boxer, respektive Jumper. 
I 2002 fick Ducato en ansiktslyftning, vilken även innebar en större grill med den nya, runda Fiatlogotypen. År 2006 kom en helt ny generation av modellen, den tredje i raden. När lanseringarna kring denna modell är klara skall följande varianter erbjudas; en täckt skåpversion med olika takhöjder och axelavstånd, en inredd minibussversion med plats för upp till 9 personer, liksom en pickupversion med antingen enkel- eller dubbelhytt. Dessutom tillverkas en rad specialversioner, däribland en extra förstärkt variant för värdetransporter. 
Fiat Ducato har också länge varit en populär bas för många husbilstillverkare. I dessa fall används normalt hytt och bottenplatta från pickupversionen (utan flak), där dock bakstycket från hytten saknas.
Modellen erbjöds fram till 2019 med bensin-, diesel- och gasmotorer på mellan 1,8 och 3,0 liter    
Från årsmodell  2020 (som släpptes redan under 2019) bygger samtliga motoralternativ på samma basmotor på 2,3 liter (2287 cm³):    
- 120 hk (320 Nm) manuell växellåda.
- 140 hk (350 Nm) manuell eller automatisk växellåda.
- 160 hk (380 Nm) manuell eller automatisk växellåda.
- 180 hk (400 Nm) manuell eller automatisk växellåda.

Motorerna benämns MutliJet II och uppfyller de senaste miljökraven enligt Euro 6D Temp.
Den första generationens Ducato fanns också i en extra kort version, kallad Fiat Talento.